# Ronde van Californië 2010
De Ronde van Californië 2010 was de vijfde editie van de jaarlijkse etappewedstrijd in de staat Californië in de Verenigde Staten. De achtdaagse koers maakte deel uit van de UCI America Tour (2009/10) en was geclassificeerd als een 2.HC wedstrijd. De eerste vier edities werden nog in de maand februari verreden, deze editie werd verreden van 16 tot en met 23 mei.
De wedstrijd werd gewonnen door Michael Rogers van Team HTC-Columbia die op het eindpodium geflankeerd werd door David Zabriskie (Garmin-Transitions) op plaats twee en Levi Leipheimer (Team RadioShack) op plaats drie. Het puntenklassement werd gewonnen door Peter Sagan (Liquigas-Doimo) die tevens winnaar werd van het jongerenklassement. De eindzege in het bergklassement ging naar Thomas Rabou (Team Type 1) en het ploegenklassement werd een prooi voor Garmin-Transitions.

## Startlijst
Er namen zestien ploegen deel, die met elk acht renners aan de start verschenen.
| UCI ProTour 2010 teams  | Professionele continentale teams | Continentale teams                   |
| ----------------------- | -------------------------------- | ------------------------------------ |
| Liquigas-Doimo          | BMC Racing Team                  | Bissell Pro Cycling Team             |
| Quick· Step             | Cervélo                          | Fly V Australia                      |
| Rabobank                |                                  | Jelly Belly presented by Kenda       |
| Team Garmin-Transitions |                                  | Kelly Benefit Strategies             |
| Team HTC-Columbia       |                                  | Spidertech powered by Planet Energy  |
| Team RadioShack         |                                  | Team Type 1                          |
| Team Saxo Bank          |                                  | Unitedhealthcare presented by Maxxis |

## Rittenschema
| Etappe | Datum      | Etappe                                | Afstand      | Winnaar           | Ploeg                   |
| ------ | ---------- | ------------------------------------- | ------------ | ----------------- | ----------------------- |
| 1e     | 16-05-2010 | Nevada City - Sacramento              | 167,9 km     | Mark Cavendish    | Team HTC-Columbia       |
| 2e     | 17-05-2010 | Davis - Santa Rosa                    | 176,2 km     | Brett Lancaster   | Cervélo                 |
| 3e     | 18-05-2010 | San Francisco - Santa Cruz            | 182,8 km     | David Zabriskie   | Team Garmin-Transitions |
| 4e     | 19-05-2010 | San Jose - Modesto                    | 195,5 km     | Francesco Chicchi | Liquigas-Doimo          |
| 5e     | 20-05-2010 | Visalia - Bakersfield                 | 195,5 km     | Peter Sagan       | Liquigas-Doimo          |
| 6e     | 21-05-2010 | Palmdale - Big Bear Lake              | 217,0 km     | Peter Sagan       | Liquigas-Doimo          |
| 7e     | 22-05-2010 | Los Angeles                           | 32,0 km (IT) | Tony Martin       | Team HTC-Columbia       |
| 8e     | 23-05-2010 | Thousand Oaks (4× omloop van 33,6 km) | 134,4 km     | Ryder Hesjedal    | Team Garmin-Transitions |

## Klassementen
| Rang                               | Renner          | Ploeg                                | Tijd          |
| ---------------------------------- | --------------- | ------------------------------------ | ------------- |
| 1                                  | Michael Rogers  | Team HTC-Columbia                    | 33u 08' 30"   |
| 2                                  | David Zabriskie | Team Garmin-Transitions              | op 9"         |
| 3                                  | Levi Leipheimer | Team RadioShack                      | op 25"        |
| 4                                  | Chris Horner    | Team RadioShack                      | op 1' 04"     |
| 5                                  | Ryder Hesjedal  | Team Garmin-Transitions              | op 1' 08"     |
| 6                                  | Jens Voigt      | Team Saxo Bank                       | op 1' 44"     |
| 7                                  | Rory Sutherland | Unitedhealthcare presented by Maxxis | op 1' 58"     |
| 8                                  | Peter Sagan     | Liquigas-Doimo                       | op 2' 06"     |
| 9                                  | Janez Brajkovič | Team RadioShack                      | op 2' 42"     |
| 10                                 | Phil Zajicek    | Fly V Australia                      | op 3' 21"     |
| 1e Belgische en Nederlandse renner |                 |                                      |               |
| 30                                 | Thomas Rabou    | Team Type 1                          | op 45' 58"    |
| 56                                 | Nikolas Maes    | Quick· Step                          | op 1u 40' 23" |

| Rang | Renner       | Ploeg       | Tijd      |
| ---- | ------------ | ----------- | --------- |
| 1    | Thomas Rabou | Team Type 1 | 77 punten |

| Rang | Renner      | Ploeg          | Tijd      |
| ---- | ----------- | -------------- | --------- |
| 1    | Peter Sagan | Liquigas-Doimo | 49 punten |

| Rang | Renner      | Ploeg          | Tijd        |
| ---- | ----------- | -------------- | ----------- |
| 1    | Peter Sagan | Liquigas-Doimo | 33u 10' 36" |

| Rang | Ploeg                   | Tijd        |
| ---- | ----------------------- | ----------- |
| 1    | Team Garmin-Transitions | 99u 29' 17" |

Mannen:
2006 · 
2007 · 
2008 · 
2009 · 
2010 · 
2011 · 
2012 · 
2013 · 
2014 ·
2015 ·
2016 ·
2017 ·
2018 ·
2019
Vrouwen:
2015 ·
2016 ·
2017 ·
2018 ·
2019